# Шајак сир Вијен
Шајак сир Вијен (фр. Chaillac-sur-Vienne) насеље је и општина у централној Француској у региону Лимузен, у департману Горња Вијена која припада префектури Рошешуар.
По подацима из 2011. године у општини је живело 1165 становника, а густина насељености је износила 76,95 становника/km². Општина се простире на површини од 15,14 km². Налази се на средњој надморској висини од 216 метара (максималној 292 m, а минималној 155 m).

## Демографија
| 1962. | 1968. | 1975. | 1982. | 1990. | 1999. | 2011. |
| ----- | ----- | ----- | ----- | ----- | ----- | ----- |
| 655   | 574   | 505   | 774   | 898   | 951   | 1.165 |

График промене броја становника у току последњих година